# آبنوس آفریقایی
آبنوس آفریقایی (نام علمی: Diospyros mespiliformis) نام یک گونه از سرده خرمالو است.

## نگارخانه

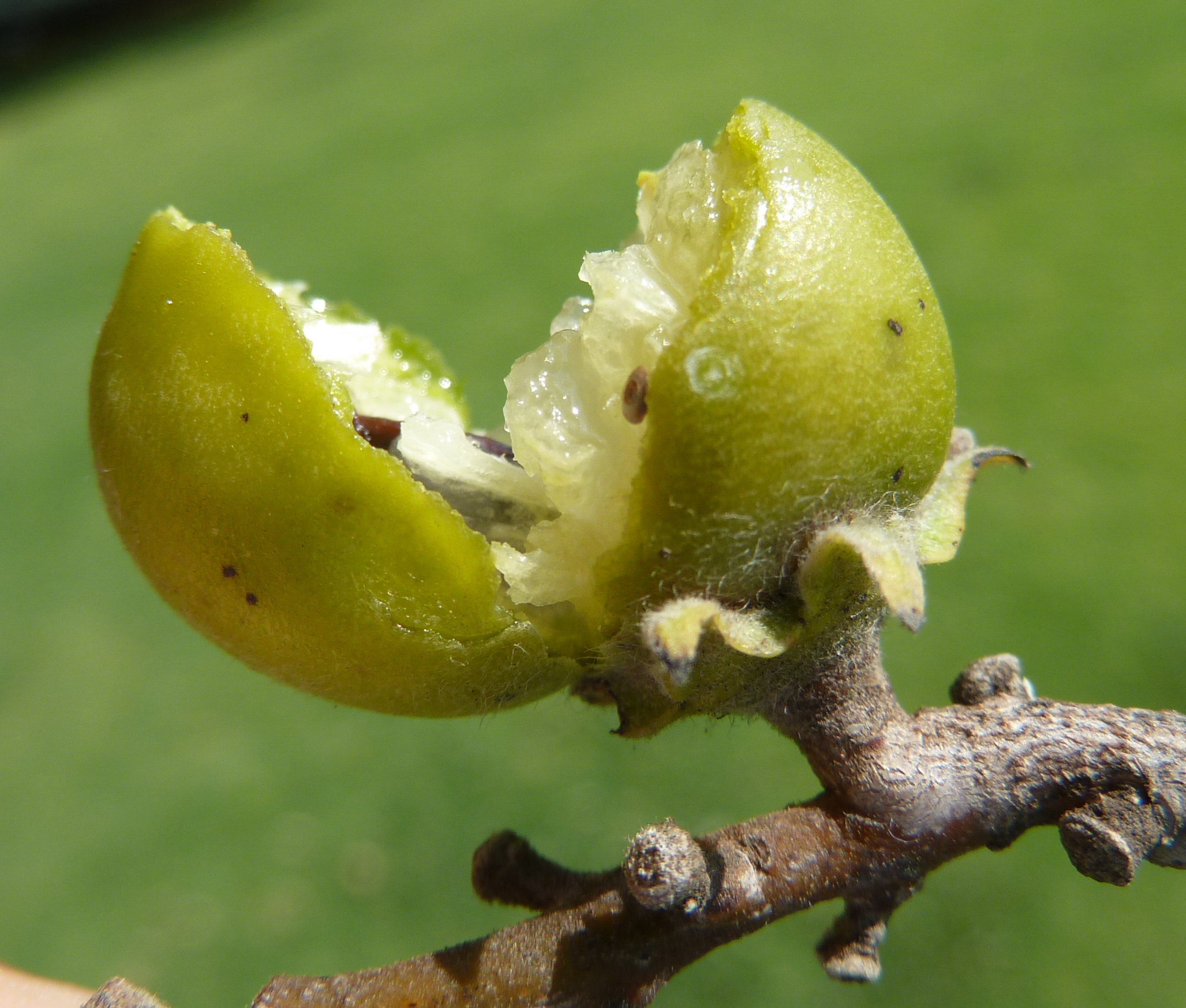
میوه سبز نصف شده
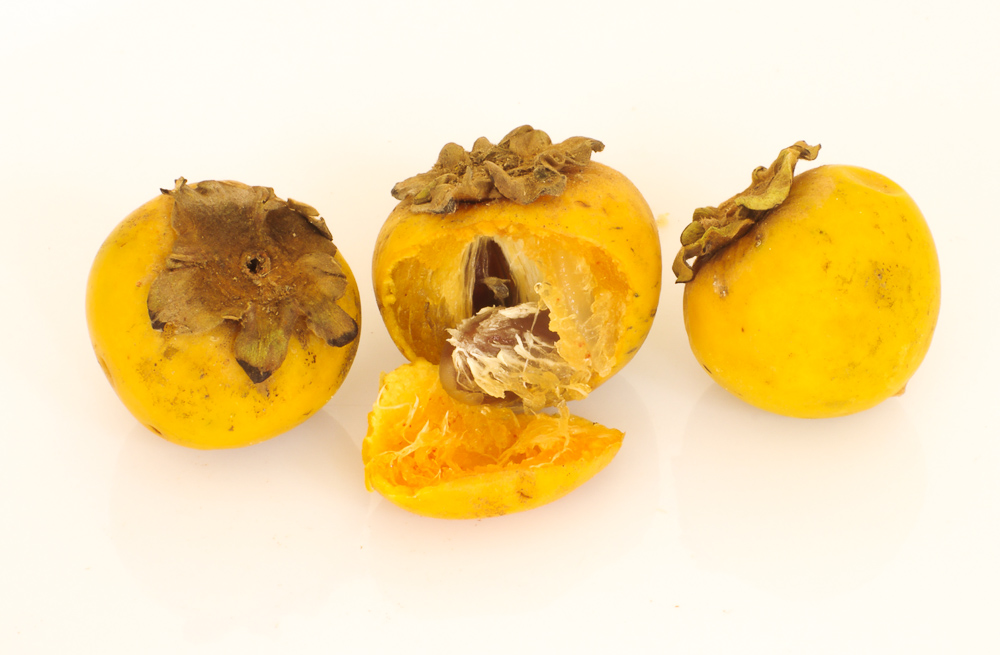
میوه رسیده
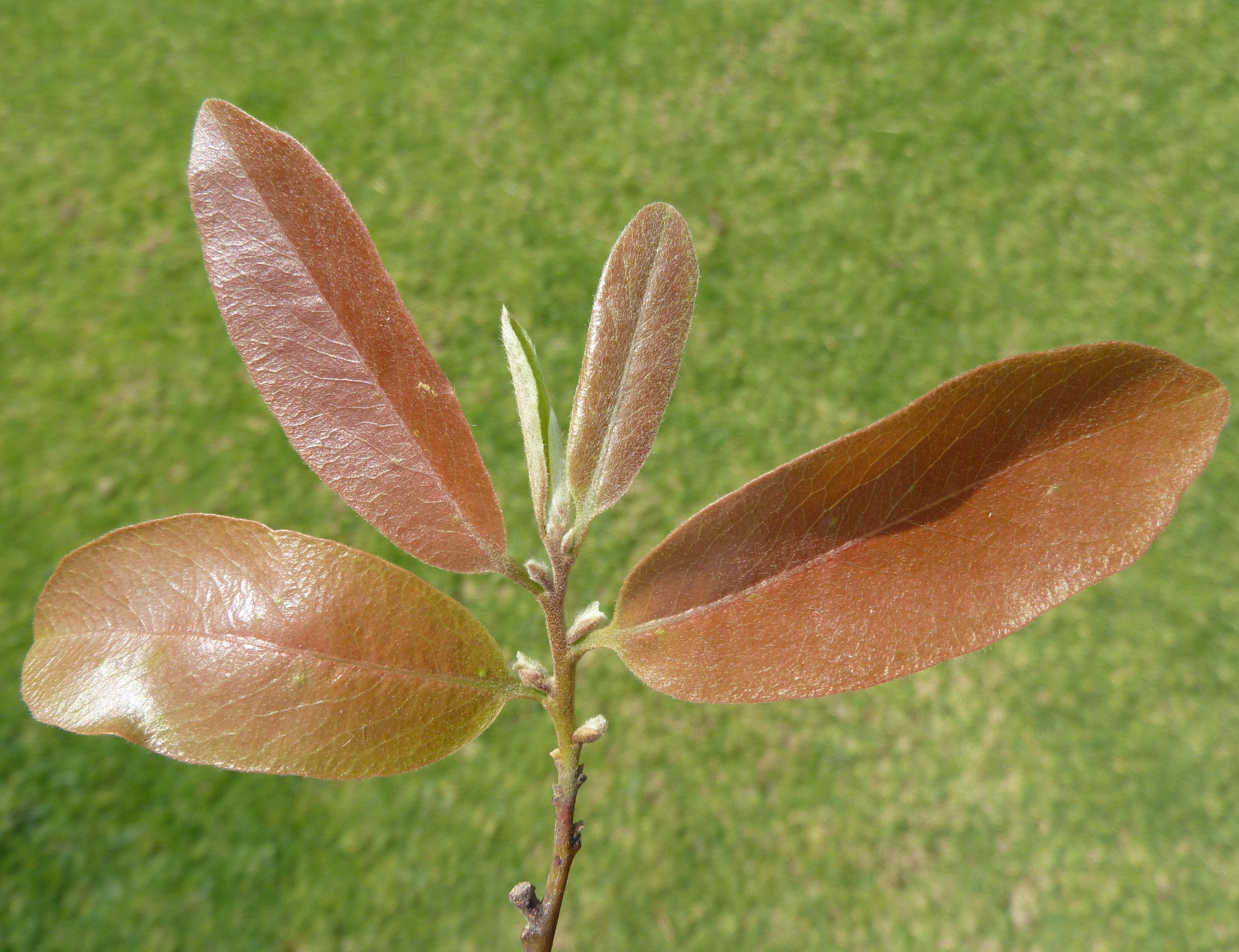
برگ جدید
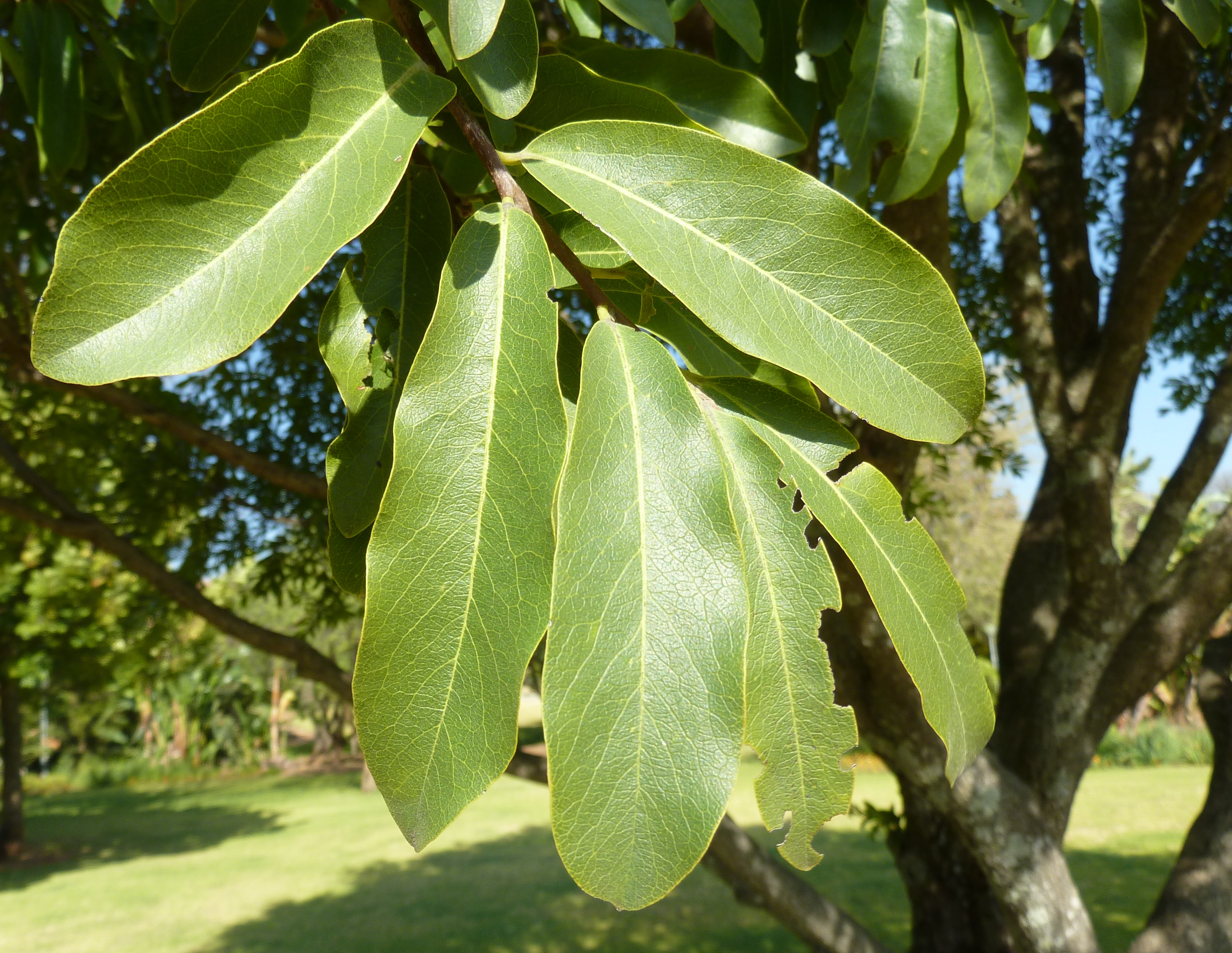
برگ درخت بالغ